# Raúl Iberbia
Raúl Alejandro Iberbia (Carmen de Areco, 25 de dezembro de 1989) é futebolista argentino que atua como lateral-esquerdo. Atualmente joga no San Martin San Juan.

## Carreira

### Estudiantes de La Plata
Iberbia começou nas categorias de base do Estudientes, sendo promovido para a equipe principal em 2008. Em 2009 é campeão da Copa Libertadores da América e vice-campeão da Copa do Mundo de Clubes da FIFA, perdendo a final para o Barcelona. Em 2010 é campeão do Campeonato Argentino da Primeira Divisão.

### Coritiba
Em junho de 2013, durante as paralisações para a Copa das Confederações, o Coritiba o anuncia como novo reforço para temporada de 2013.

## Títulos
Estudiantes de La Plata
- Copa Libertadores da América (1): 2009
- Campeonato Argentino (1): 2010